# Acanthesthes crispa
Acanthesthes crispa là một loài bọ cánh cứng trong họ Cerambycidae.